# Калныньш, Валдис
Ва́лдис Ка́лниньш (латыш. Valdis Kalniņš; 30 апреля 1932, Плявиняс, Рижский уезд, Латвия, — 13 апреля 1984, Плявиняс) — латвийский архитектор, главный архитектор Даугавпилса с 1961 по 1984 год.

## Биография
В 1954 году окончил архитектурный отдел инженерно-строительного факультета ЛВУ в Риге. С 1961 года по 1984 год работал главным архитектором второго по величине города Латвии Даугавпилса. За успешную реализацию генерального плана города в 1978 году Валдису Калныньшу было присуждено почётное звание заслуженного архитектора ЛССР. Значимый вклад Калныньш внёс в создание архитектурного облика Даугавпилса, участвовал в разработке множества проектов жилых районов города. Как соавтор Валдис Калныньш принимал участие в развитии архитектурных обликов городских парков и площадей. Большое количество интересных идей он реализовал в ходе реставрации исторического центра Даугавпилса и в популяризации архитектурных памятников.
Умер в Плявиняс, был похоронен в Даугавпилсе, где провёл большую часть своей жизни.

Памятник Защитникам города (1975 г.)

## Работы
- Эстрада на 3 500 мест в районе Старые Стропы, Даугавпилс, 1959.
- Стела «Двинцы» на привокзальной площади Даугавпилса, 1967 (в соавторстве с Индулисом Фолкманисом).
- Бюст, посвящённый 100-летию Райниса. Бронза, 1967 (в соавторстве с Индулисом Фолкманисом)[1].
- Памятник Владимиру Ленину на площади Виенибас (ранее площадь Ленина), гранит, 1970, скульптор А. Н. Черницкий, архитектор В. Калныньш[2].
- Памятник защитникам города в 1919 году, Грива, 1975 (в соавторстве с Индулисом Фолкманисом).